# Mentulik
Mentulik is een bestuurslaag in het regentschap Kampar van de provincie Riau, Indonesië. Mentulik telt 728 inwoners (volkstelling 2010).